# Madeline Juno
Madeline Juno (Offenburg, 11 augustus 1995) is een Duits singer-songwriter. Madeline Juno is de artiestennaam van Madeline Obrigewitsch.
In november 2013 brengt Madeline Juno haar eerste single Error uit. Het album waar deze single op staat, The Unknown, werd uitgebracht in maart 2014. Dat jaar is zij ook een van de acht artiesten die meedoet aan Unser Song für Dänemark, het evenement dat de inzending voor het Eurovisiesongfestival moet kiezen. Ze wordt niet verkozen, maar zit wel voor Duitsland in de jury.

## Discografie

### Albums
- 2014: The Unknown
- 2016: Salvation
- 2017: DNA
- 2019: Was bleibt
- 2022: Besser kann ich es nicht erklären

- Gemeinsame Normdatei: 1049473388
- MusicBrainz: a6592b2d-57ff-49fd-a1e2-80eff7a2129d
- Virtual International Authority File: 308179126
- WorldCat: E39PBJj4xkDMKbtyXWXkf3dqQq